# Vellerot-lès-Belvoir
Vellerot-lès-Belvoir ist eine französische Gemeinde mit 95 Einwohnern (Stand: 1. Januar 2022) im Département Doubs in der Region Bourgogne-Franche-Comté.

## Geographie
Vellerot-lès-Belvoir liegt auf 610 m, sieben Kilometer nördlich von Sancey-le-Grand und etwa 23 Kilometer südwestlich der Stadt Montbéliard (Luftlinie). Das Dorf erstreckt sich im Jura, an leicht erhöhter Lage am Südfuß der Lomontkette, am nördlichen Rand des Beckens von Sancey (Vallon de Sancey).
Die Fläche des 6,04 km² großen Gemeindegebiets umfasst einen Abschnitt des französischen Juras. Der zentrale Teil des Gebietes wird von der ungefähr zwei Kilometer breiten Senke von Sancey eingenommen, die durchschnittlich auf 570 m liegt. Diese Fläche ist überwiegend von Acker- und Wiesland bestanden. Im Südosten reicht der Gemeindeboden bis an den Fuß des Mont de Belvoir. Nach Norden erstreckt sich das Gebiet über einen relativ steilen, bewaldeten Hang bis auf den Höhenrücken der Lomontkette. Dieser Kamm bildet in geologisch-tektonischer Hinsicht eine Antiklinale des Faltenjuras und ist in West-Ost-Richtung orientiert. In der Nähe des Fernsehturms wird mit 840 m die höchste Erhebung von Vellerot-lès-Belvoir erreicht. Die westliche Abgrenzung des Gemeindegebietes verläuft auf dem Plateau des Bois de la Reuchotte (bis 660 m).
Nachbargemeinden von Vellerot-lès-Belvoir sind Anteuil im Norden, Vyt-lès-Belvoir im Osten, Belvoir und Rahon im Süden sowie Orve im Westen.

## Geschichte
Im Mittelalter gehörte Vellerot zur Herrschaft Passavant, die im 14. Jahrhundert unter die Oberhoheit der Grafen von Montbéliard kam. Zusammen mit der Franche-Comté gelangte das Dorf mit dem Frieden von Nimwegen 1678 an Frankreich.

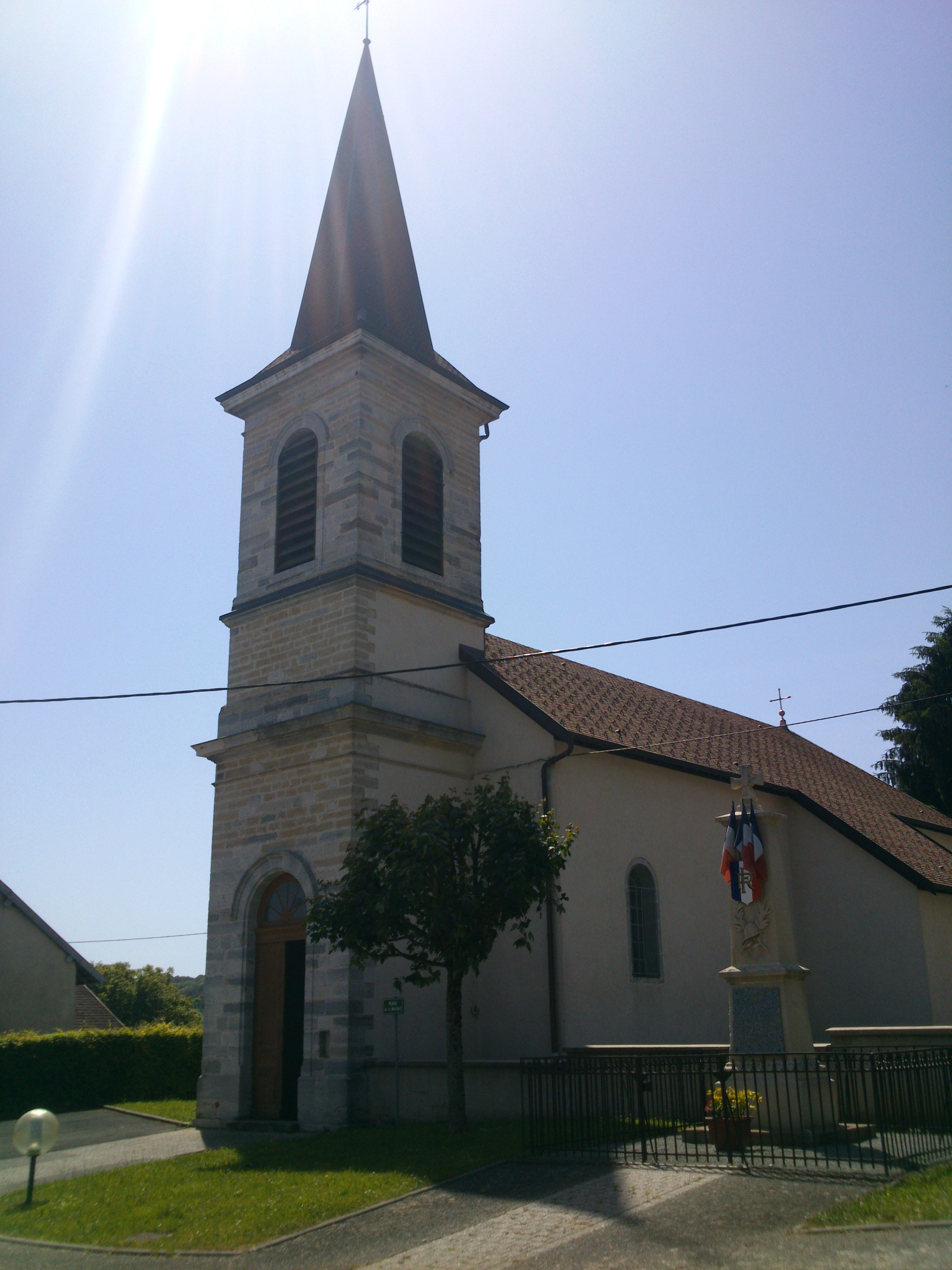
Kirche Saint-Pierre-Saint-Paul
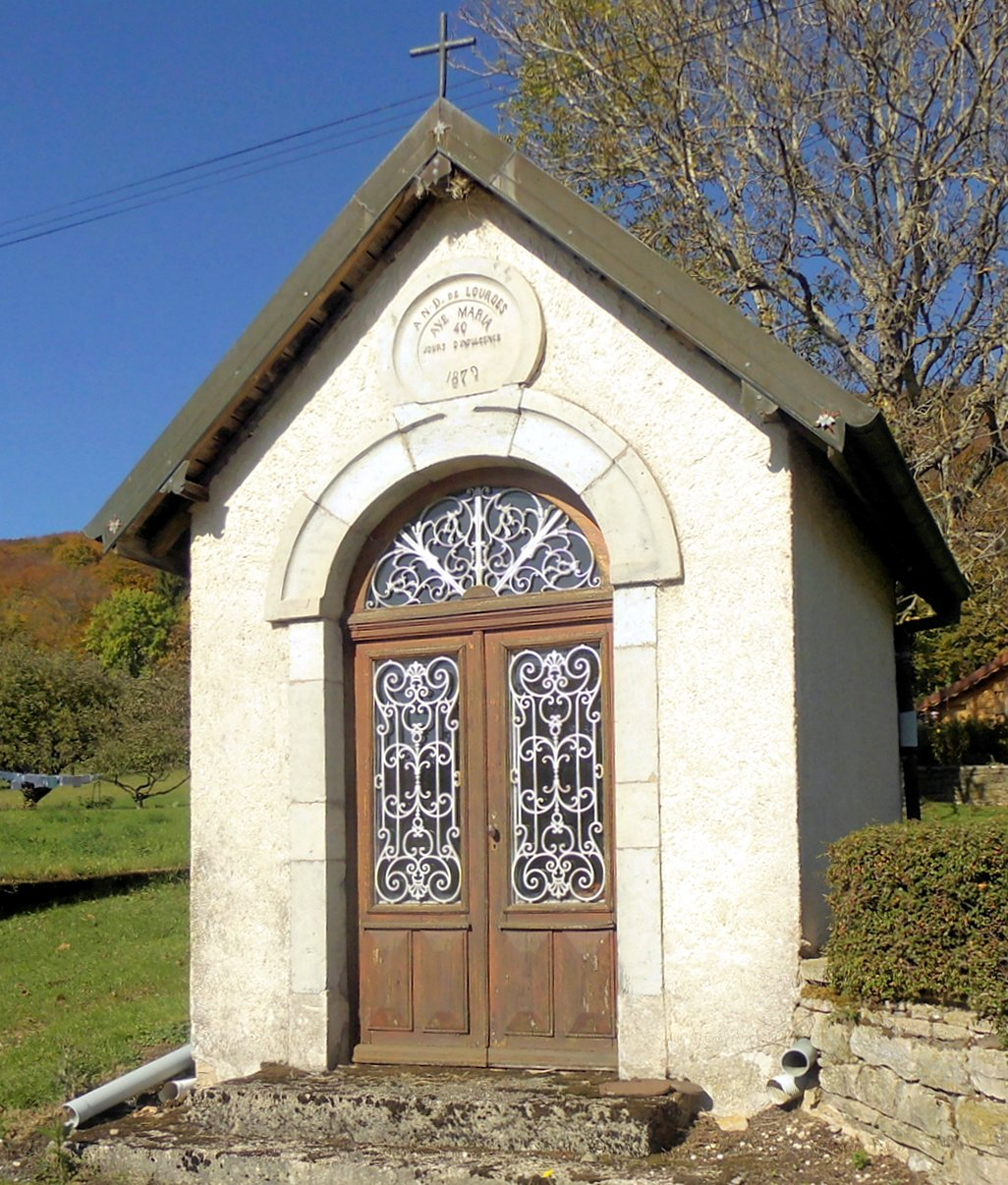
Kapelle Notre-Dame

## Bevölkerung
| Jahr                       | 1962 | 1968 | 1975 | 1982 | 1990 | 1999 | 2006 | 2016 |
| Einwohner                  | 129  | 137  | 136  | 144  | 120  | 121  | 115  | 98   |
| Quellen: Cassini und INSEE |      |      |      |      |      |      |      |      |

Mit 95 Einwohnern (Stand 1. Januar 2022) gehört Vellerot-lès-Belvoir zu den kleinsten Gemeinden des Départements Doubs. Nachdem die Einwohnerzahl in der ersten Hälfte des 20. Jahrhunderts markant abgenommen hatte (1881 wurden noch 205 Personen gezählt), wurden seit Beginn der 1990er Jahre nur noch geringe Schwankungen verzeichnet.

## Wirtschaft und Infrastruktur
Vellerot-lès-Belvoir war bis weit ins 20. Jahrhundert hinein ein vorwiegend durch die Landwirtschaft (Ackerbau, Obstbau und Viehzucht) geprägtes Dorf. Außerhalb des primären Sektors gibt es nur wenige Arbeitsplätze im lokalen Kleingewerbe. Einige Erwerbstätige sind auch Wegpendler, die in den umliegenden größeren Ortschaften ihrer Arbeit nachgehen.
Die Ortschaft liegt abseits der größeren Durchgangsstraßen an einer Departementsstraße, die von L’Isle-sur-le-Doubs nach Sancey-le-Grand führt. Eine weitere Straßenverbindung besteht mit Vyt-lès-Belvoir.